# Littleton Common
Littleton Common é um lugar designado pelo censo localizado no condado de Middlesex no estado estadounidense de Massachusetts. No Censo de 2010 tinha uma população de 2.789 habitantes e uma densidade populacional de 290,72 pessoas por km².

## Geografia
Littleton Common encontra-se localizado nas coordenadas 42° 32′ 04″ N, 71° 28′ 20″ O. Segundo a Departamento do Censo dos Estados Unidos, Littleton Common tem uma superfície total de 9.59 km², da qual 9.17 km² correspondem a terra firme e (4.4%) 0.42 km² é água.

## Demografia
Segundo o censo de 2010, tinha 2.789 pessoas residindo em Littleton Common. A densidade populacional era de 290,72 hab./km². Dos 2.789 habitantes, Littleton Common estava composto pelo 94.8% brancos, o 0.57% eram afroamericanos, o 0.04% eram amerindios, o 2.33% eram asiáticos, o 0% eram insulares do Pacífico, o 0.07% eram de outras raças e o 2.19% pertenciam a duas ou mais raças. Do total da população o 1.36% eram hispanos ou latinos de qualquer raça.